# 帕维尔·苏霍伊
帕维尔·奥西波维奇·苏霍伊（羅馬化：Pavel Osipovich Sukhoy；1895年7月22日—1975年9月15日），前苏联飞机设计师。出生于白俄罗斯维捷布斯克的附近的一个名为格卢博科耶的下村庄。以其名字命名的苏霍伊设计局是苏联主要的军用飞机制造商。

## 求學時代
1905年到1914年间，帕维尔在格卢博科耶文科中学就读，1915年进入皇家莫斯科职业学校（就是今天知名的鲍曼莫斯科国立技术大学）第一次世界大战爆发后，他应征入伍，因为健康原因于1920年退役，之后返回鲍曼莫斯科国立技术大学。1925年在安德烈·图波列夫的指导下，他撰写了题为Chasseur Single-engined aircraft of 300 cv的毕业论文，並於同年毕业。

## 初任工程师
1925年三月，他在中央空气流体动力学研究院（TsAGI）担任工程师，在其后的几年中，苏霍伊设计和制造的航空器赢得了世界的赞誉。其中包括TB-1型和TB-3型重型轰炸机，1932年他成为中央空气流体动力学研究院设计部门负责人的主要助手，1938年，他被提升为设计部门的负责人。

## 苏霍伊设计局
1939年苏霍伊在哈尔科夫创建的以自己名字命名的独立设计机构——苏霍伊设计局。苏霍伊并不满意设计局的地理位置，该设计局似乎和科技中心莫斯科与世隔离，基于此他把设计局转移到了the aerodome of Podmoskovye。搬迁于1940年上半年完成，1942年冬季，苏霍伊又遇到一个问题——因为他没有生产线无法生产任何实验产品。他设计了一款新的地面攻击机苏-6，但是斯大林决定为了支持伊尔-2，苏-6必须停产。理由战争期间其他的飞机必须停产，以保证伊尔-2的生产能力。战后在阿穆尔河畔共青城建成航空工业联合体。

## 研發成果
在苏霍伊的主持下，研制了苏-17和苏-24型战斗轰炸机，苏霍伊最后一个设计的战斗机是T-10（苏-27的原型），但是他没有看到苏-27的首飞。他的继任者米哈伊尔·佩特罗维奇·西蒙诺夫完成了这个设计，1975年12月25日苏联科学院追授苏霍伊金星奖章，以及最高科学奖金。